# Вольное (Ореховский район)
Вольное (укр. Вільне) — село,
Новотаврический сельский совет,
Ореховский район,
Запорожская область,
Украина.
Код КОАТУУ — 2323985702. Население по переписи 2001 года составляло 103 человека.

## Географическое положение
Село Вольное находится на расстоянии в 1,5 км от села Тарасовка и в 2-х км от посёлка Кирпотино.
По селу протекает пересыхающий ручей.

## История
- 1906 год — дата основания.